# Boe (klan i Liberia, Sinoe County)
Boe är en klan i Liberia.   Den ligger i regionen Sinoe County, i den centrala delen av landet, 210 km öster om huvudstaden Monrovia.